# Sistema de Monitoratge de la Mortalitat Diària
El Sistema de Monitoratge de la Mortalitat Diària (en castellà: Sistema de Monitorización de la Mortalidad Diaria), també conegut com a sistema MoMo, o simplement MoMo, és un sistema gestionat pel Centre Nacional d'Epidemiologia de l'Institut de Salut de Carles III que té per objectiu identificar les desviacions de mortalitat diària per totes les causes, segons les sèries històriques de mortalitat, i comunicar al Ministeri de Sanitat, Serveis Socials i Igualtat les desviacions significatives de mortalitat observada respecte de la mortalitat esperada perquè es puguin prendre les mesures de control o d'investigació més apropiades.

## Funcionament
La mortalitat observada s'obté diàriament de totes les defuncions procedents dels 3929 registres civils informatitzats del Ministeri de Justícia. Estan distribuïts per totes les comunitats autònomes i representen el 92% de la població espanyola. Les estimacions de mortalitat esperada es realitzen mitjançant models restrictius de mitjanes històriques basats en la mortalitat observada des de l'u de gener de 2008 fins un any previ a la data actual.

## Història
Es va crear el 2004 amb objectiu inicial de monitorar l'impacte sobre la salut de les onades de calor a Espanya dins el "Pla d'accions preventives contra els efectes de l'excés de temperatures sobre la salut" del Ministeri de Sanitat. Aquest sistema específic de vigilància epidemiològica per l'impacte de la calor se'ls coneix com a MOMOcalor i estableix avisos diaris entre l'u de juny i el 15 de setembre de cada any definint diversos nivells de mortalitat utilitzant l'índex Kairós.
Amb posterioritat a l'any 2004, les observacions del MoMo es van sistematitzar durant tot l'any com a sistema d'alerta de mortalitat davant qualsevol esdeveniment d'importància per a la salut pública i també com a creador d'una sèrie d'indicadors que ajuden a vigilar les malalties infeccioses i cròniques de la població espanyola mitjançant la seva integració en altres sistemes de vigilància.
El MoMo forma part de la xarxa europea EuroMOMO, que està integrada per 29 socis de 26 països europeus amb l'objectiu inicial de dissenyar un sistema rutinari de control de la mortalitat per a mesurar i detectar l'excés de morts relacionades amb la grip i altres amenaces per a la salut pública als països europeus participants. Entre els anys 2008 i 2011, diversos països socis es van dedicar a desenvolupar un enfocament coordinat per fer el control de la mortalitat normalitzada en temps real a tot Europa.
Durant la pandèmia de grip per A(H1N1) de 2009, la xarxa EuroMOMO va demostrar com un enfocament puntual, normalitzat i coordinat del seguiment de la mortalitat augmentava la capacitat europea de resposta. Els diversos mètodes, tècniques de treball i models estadístics d'última generació que havia desenvolupat i consensuat l'EuroMOMO van demostrar la seva eficàcia, Des del 2009 el sistema funciona i s'està aplicant contínuament en països que compleixen els requisits mínims.